# Åke Wilton
Åke Evald Wilton, född 11 februari 1895 i Ystad, död 21 mars 1986 i Stockholm, var en svensk läkare och patolog.
Wilton var son till köpmannen Sven Wilton och Elna Åkesson. Han avlade studentexamen i Ystad 1913, medicine kandidat vid Lunds universitet, medicine licentiat där 1923 och medicine doktor vid Karolinska Institutet 1933. Efter utbildningsförordnanden i patologi, rättsmedicin med mera i Lund 1920–1923 var han lasarettsläkare vid patologiska avdelningen i Umeå 1924–1931. Han blev docent i patologisk anatomi vid Karolinska Institutet 1933, var laborator i patologi där 1932–1940, blev prosektor vid Serafimerlasarettets patologiska avdelning 1940 och vid Karolinska Institutets patologiska institution 1942 samt professor i patologisk anatomi vid Karolinska Institutet 1947. Militärläkare från 1923 blev han regementsläkare i Fältläkarkåren 1933, på reservstat från 1939. Han var medicinalrådsassistent 1939–1941. Wilton utgav fram till 1950-talet ett femtiotal skrifter, särskilt över bensystemets, blodets och vitaminbristsjukdomarnas patologi.